# Torebka kopulacyjna (narząd żeński)

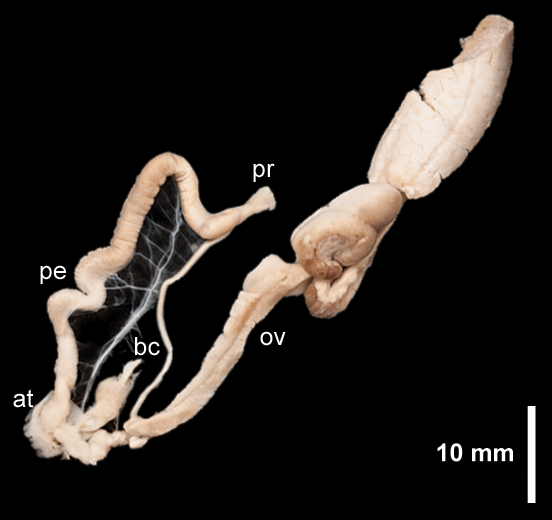
Układ rozrodczy pomrowa czarniawego. Torebka kopulacyjna oznaczona bc

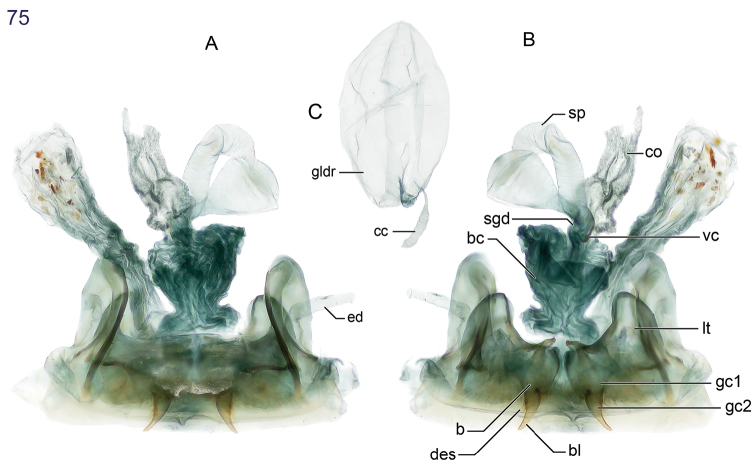
Genitalia samicy A. demiti – chrząszcza z rodziny biegaczowatych. Torebka kopulacyjna oznaczona bc

Torebka kopulacyjna, torebka zbiorcza (łac. bursa copulatrix) – uchyłek żeńskiego układu rozrodczego lub żeńskiej części obojnaczego układu płciowego wyróżniany u różnych bezkręgowców.
U mięczaków w narządzie tym przetrzymywane jest obce nasienie w trakcie kopulacji i w krótki czas po niej. Nie jest ono w nim odżywiane i celem dłuższego przechowywania trafia do spermateki.
U wirków torebka ta ma postać ślepej kieszeni i również służy przechwyceniu nasienia z penisa.
U owadów torebka ta stanowi zwykle kieszonkowate uwypuklenie pochwy, do którego dostaje się nasienie lub spermatofor w trakcie kopulacji. Do dalszego przechowywania spermy służą u większości owadów spermateki lub narządy analogiczne, w których plemniki mogą być odżywiane, i tam przekazywane jest przewodami nasienie z torebki. U większości motyli torebka kopulacyjna stanowi oddzielny od pochwy narząd, mający własne ujście – otwór kopulacyjny (ostium), z którym połączona jest za pomocą przewodu zwanego ductus bursae. W tym przypadku nasienie przekazywane jest do innych przewodów rozrodczych na dwa sposoby: u Exoporia –  zewnętrznie, przez bruzdę nasienną i owipor, u Ditrysia – wewnętrznie, dodatkowym przewodem nasiennym (ductus seminalis).
U pająków termin ten bywał różnie używany. Muster definiuje go w kontekście ślizgunowatych jako rejon wulwy o kształcie kanalika lub innej trójwymiarowej bryły, który jest niepołączony z przewodem prowadzącym do gruczołów spermatekalnych (glandular heads) i który w trakcie kopulacji mija embolus przed osiągnięciem zbiornika nasiennego.